# 15436 Dexius
15436 Dexius è un asteroide troiano di Giove del campo greco. Scoperto nel 1998, presenta un'orbita caratterizzata da un semiasse maggiore pari a 5,2109069 au e da un'eccentricità di 0,0449490, inclinata di 16,26274° rispetto all'eclittica.
L'asteroide è dedicato a Dessio, padre di Ifinoo.